# 職業会計士の倫理規程
職業会計士の倫理規程（しょくぎょうかいけいしのりんりきてい、Code of Ethics for Professional Accountants）とは、国際会計士連盟（IFAC）の国際会計士倫理基準審議会（IESBA）が定める職業会計士の倫理基準である。

## 規程の構成

### パートＡ—規程の全般的適用
- 100 序説及び基本原則
- 110 誠実性
- 120 客観性
- 130 職業専門家としての能力及び正当な注意
- 140 守秘義務
- 150 職業専門家としての行動

### パートＢ—公共の実務における職業会計士
- 200 序説
- 210 選任
- 220 利益相反
- 230 セカンド・オピニオン
- 240 報酬及びその他の種類の見返り
- 250 職業専門家としてのサービスのマーケティング
- 260 贈答及び接待
- 270 顧客資産の管理
- 280 客観性—全てのサービス
- 290 独立性｜監査及びレビュー業務

### パートＣ—企業内の職業会計士
- 300 序説
- 310 利益相反
- 320 情報の作成及び報告
- 330 十分な専門性を伴った行動
- 340 財務報告及び意思決定に関連する金銭的利害、報酬、及びインセンティブ
- 350 勧誘